# Bacchisa venusta
Bacchisa venusta là một loài bọ cánh cứng trong họ Cerambycidae.